# Alur Gading
Alur Gading is een bestuurslaag in het regentschap Bener Meriah van de provincie Atjeh, Indonesië. Alur Gading telt 976 inwoners (volkstelling 2010).